# کیکپو سایت ۲ (کانزاس)
کیکپو سایت ۲ (به انگلیسی: Kickapoo Site 2) شهری در ایالت کانزاس کشور ایالات متحده آمریکا است که جمعیت آن در سرشماری سال ۲۰۱۰ میلادی، ۳۴ نفر بوده‌است.